# Chyung Jinkyu
Cheong Jin-kyu (hangeul : 정진규), né le 19 octobre 1939 à Anseong dans la province de Gyeonggi et mort le 28 septembre 2017 à Séoul, est un poète sud-coréen.

## Biographie
Cheong Jin-kyu (romanisation souhaitée par l'institut de littérature en Corée) est né le 19 octobre 1939 à Anseong dans la province de Gyeonggi en Corée du Sud. Chyung a fréquenté l"école d'agriculture d'Anseong, puis est sorti diplômé de l'Université Goryeo en 1964, avec pour spécialité la littérature coréenne.
En 1980, il remporte le Prix de l'Association des poètes coréens, en 1984 le prix Woltan, en 1986 le Prix Poésie contemporaine et en 2001 le Prix Gongcho.

## Œuvre
Alors que de nombreux poètes de sa génération se sont concentrés sur des questions politiques, Cheong Jin-kyu a utilisé son art poétique pour chanter les ambiguïtés de la vie et les contradictions de son époque à partir d'un point de vue personnel. Sa poésie précoce est caractérisée par l'utilisation d'une langue exquise, et une immersion profonde dans l'introspection. Depuis le milieu des années 1960, le poète a concentré son travail sur le conflit concernant la séparation entre la vie et la poésie, qui a poussé le poète a de profondes réflexions . Il a tenté de surmonter ce conflit notamment dans ses essais critiques Sur l'ambiguïté de la poésie (Siui aemaehame daehayeo) et Sur l'honnêteté de la poésie (Siui jeongjikhame daehayeo). En dépit de ses travaux, Cheong admet qu'il n'est pas facile de trouver un équilibre entre la volonté d'une vie empreinte de poésie et la réalité du quotidien.
Après la publication de son recueil de poèmes intitulé Une maison toute vide dans le champ (Deulpanui bi-in jibiroda), il a commencé à intégrer des éléments de la prose dans sa poésie, ce qui lui a permis de passer de focaliser son attention moins sur le sort personnel d'un individu mais plus sur les problèmes communs à la vie en groupe. Afin de soutenir cette transformation stylistique, le poète s'est engagé dans un processus qui a transformé radicalement sa poésie. Ce processus a contribué à un développement important dans l'esthétique de Jung. Un critique a noté que Cheong Jin-kyu transfère le rythme de la nature avec les yeux d'un poète qui découvre comme pour la première fois la profondeur de la vie humaine à travers la nature.

## Distinctions
- 1980 : Prix de l'Association des poètes coréens[4]
- 1984 : prix Woltan[5]
- 1986 : Prix Poésie contemporaine
- 2001 : Prix Gongcho[5].